# Vouă
Grupul Vouă este un grup de umor din România înființat în 1982 de către Adrian Fetecău și un grup de studenți ai Institutului Politehnic București. Grupul a devenit popular și s-a transformat de-a lungul timpului fiind un reper al scenei de comedie românești.

## Înainte de 1989
Grupul Vouă a fost creat pe 8 martie 1982  de către un grup de studenți din facultatea de Tehnologia construcțiilor de mașini (TCM) de la Institutul Politehnic București. Grupul a fost coordonat de Adrian Fetecău, Gelu Ocnaru și Șerban Drăgușanu. Trupa nu era susținută de nici o instituție a statului iar spectacolele care cuprindeau muzică și poezie erau alternative la spectacolele acceptate de propaganda comunistă, susținute de Uniunea Tineretului Comunist (U.T.C.) și oferite prin Cenaclul Flacăra. La început Vouă au fost o trupă de amatori. După ce au devenit cunoscuți membrii grupului și-au luat atestat de liber profesioniști, fapt care le-a permis să realizeze încasări suplimentare.
"Umorul cu șopârle" practicat de grupul Vouă era apreciat de public nu doar în București dar și în orașele din țară (Buzău, Alexandria, Târgu Jiu, Pitești, ș.a)
Spectacolul cu numărul 500 al grupului a avut loc în decembrie 1988 în amfiteatrul Facultății de drept din București și la acel spectacol au participat în public criticul Valentin Silvestru, ziaristul Cornel Nistorescu, actorul George Mihăiță și regizorul Ion Popescu Gopo.

## După 1989
Grupul Vouă a fost prima trupă de umor difuzată la TVR după Revoluția din 1989. Cenaclul organizat de Vouă a parcurs turnee în țară și în Republica Moldova.
În 1994 grupul reapare într-o nouă formulă întinerită. Din 2009 grupul este format din următorii membri:
- Ioan Batinaș
- Marinela Chelaru
- Ioan (Ionuț) Ciocia
- Cristian Crețu
- Șerban Drăgușanu
- Vasile Mincu
- Adrian (Biță) Pătrașcu
- Victor Yila